# Olesicampe conformis
Olesicampe conformis är en stekelart som först beskrevs av Julius Theodor Christian Ratzeburg 1848.  Olesicampe conformis ingår i släktet Olesicampe och familjen brokparasitsteklar. Inga underarter finns listade i Catalogue of Life.